# Olimpiada Historyczna
Olimpiada Historyczna – przedmiotowa olimpiada szkolna z zakresu historii, organizowana od 1974, od trzydziestej edycji przez Polskie Towarzystwo Historyczne, dla uczniów szkół ponadgimnazjalnych oraz wytypowanych zdolniejszych uczniów z gimnazjum. Zakres tematyczny olimpiady wykracza znacznie poza program szkolny, bowiem ma ona na celu wyłonienie najlepszych uczniów posiadających wiedzę i umiejętności historyczne. Od 2007 jej integralną częścią jest konkurs pod nazwą parlamentaryzm.
Edycja XXXIV (rok szkolny 2007/2008) jako ostatnia odbyła się według poniżej opisanych zasad. Komitet Główny postanowił o zreformowaniu olimpiady – nowe zasady umieszczone są na stronie olimpiady.
Jak dotychczas olimpiada składała się z 3 etapów:
- Etap I (szkolny) – obejmuje pracę pisaną przez uczniów w szkole na jeden z 7 zaproponowanych przez Komitet Okręgowy tematów oraz odpowiedź ustną przed komisją szkolną na dwa pytania ogólnohistoryczne z programu szkolnego oraz jedno z treści 3 zaproponowanych przez ucznia lektur. Komisja kwalifikuje uczniów, którzy uzyskali co najmniej 72 punkty, ostateczną decyzję podejmuje Komitet Okręgowy, do którego przesyłane są prace zakwalifikowanych uczniów. Etap ten przeprowadza się w październiku, a ostateczna decyzja jest zwykle ogłaszana na początku grudnia. W regulaminie XXV Olimpiady zaszły zmiany – uczniowie w pierwszym etapie przystępują najpierw do części ustnej, obejmującej jedno pytanie z historii powszechnej, jedno z lektur oraz jedno pytanie ze specjalizacji wybranej przez ucznia.
- Etap II (okręgowy) – obejmuje pracę pisaną przez uczniów w miejscu wyznaczonym przez Komitet Okręgowy na jeden z 7 zaproponowanych przez Komitet Główny tematów ze wszystkich epok historycznych (starożytność, średniowiecze, nowożytność, XIX wiek, historia najnowsza, parlamentaryzmu w Polsce) oraz etap ustny (do którego kwalifikowani są wszyscy, którzy uzyskają z pracy co najmniej ocenę dobrą), składający się z odpowiedzi na 1 pytanie komisji z zakresu programu historii na poziomie rozszerzonym, jedno z treści zaproponowanych przez ucznia 5 lektur oraz jedno dotyczące wybranej przez ucznia specjalizacji łącznie z pracą pisemną pisaną przez ucznia na etapie szkolnym. Do dalszej procedury kwalifikują się uczniowie, którzy uzyskali co najmniej 84 punkty, o ostatecznym składzie finału decyduje Komitet Główny, który weryfikuje pracę zgłoszonych uczniów. Etap II przeprowadzany jest w styczniu, a ostateczna decyzja zwykle ogłaszana jest na przełomie lutego i marca.
- Etap III (centralny) – przeprowadzany jest na początku kwietnia w Gdańsku. Obejmuje pracę pisemną z wybranej przez ucznia własnej epoki, która jest nazywana specjalnością (tematy są ustalane przez Komitet Główny, z tych samych wymienionych wyżej epok), analizę źródła historycznego z zadeklarowanej przez ucznia specjalności, oraz egzamin ustny składający się z 2 szczegółowych pytań zadawanych uczniowi przez komisję z zadeklarowanej epoki oraz jednego dot. wybranych przez niego 8 lektur. Uczniowie, którzy uzyskali co najmniej 74 punkty (w wyjątkowych sytuacjach Komitet Główny może podwyższyć ten limit) uzyskują status laureata, zaś wszyscy pozostali uczestnicy finału z wyjątkiem osób, którzy uzyskali dwie oceny niedostateczne w finale, otrzymują status finalisty.

Laureaci i finaliści są zwolnieni z egzaminu maturalnego z historii, mają prawo do końcoworocznej oceny celującej z tego przedmiotu, oraz praktyczny wstęp na wszystkie studia historyczne w Polsce.
Laureaci zapraszani są do udziału w letnim obozie Wioska olimpijska organizowanym przez Stowarzyszenie Naukowe Collegium Invisibile pod patronatem rektorów uniwersytetów Jagiellońskiego oraz Warszawskiego.
Olimpiada jest finansowana przez Ministerstwo Edukacji Narodowej, na podstawie wyników otwartego konkursu ofert.
Dla młodszych uczniów organizowana jest też Olimpiada Historyczna dla Szkół Podstawowych.